# Gastón Castro
Pour les articles homonymes, voir Castro.
Gastón Edmundo Castro Makuc dit Gastón Castro, né le 23 août 1948 à Santiago, est un ancien arbitre chilien de football. Il débuta en 1975, fut arbitre international de 1977 à 1993.

## Carrière
Il a officié dans des compétitions majeures : 
- Coupe du monde de football des moins de 20 ans 1981 (1 match)
- Coupe du monde de football de 1982 (1 match)
- Copa América 1983 (1 match)
- JO 1984 (1 match)
- Copa América 1987 (1 match)
- Copa América 1991 (2 matchs)